# Paul Wilhelm Tübbecke

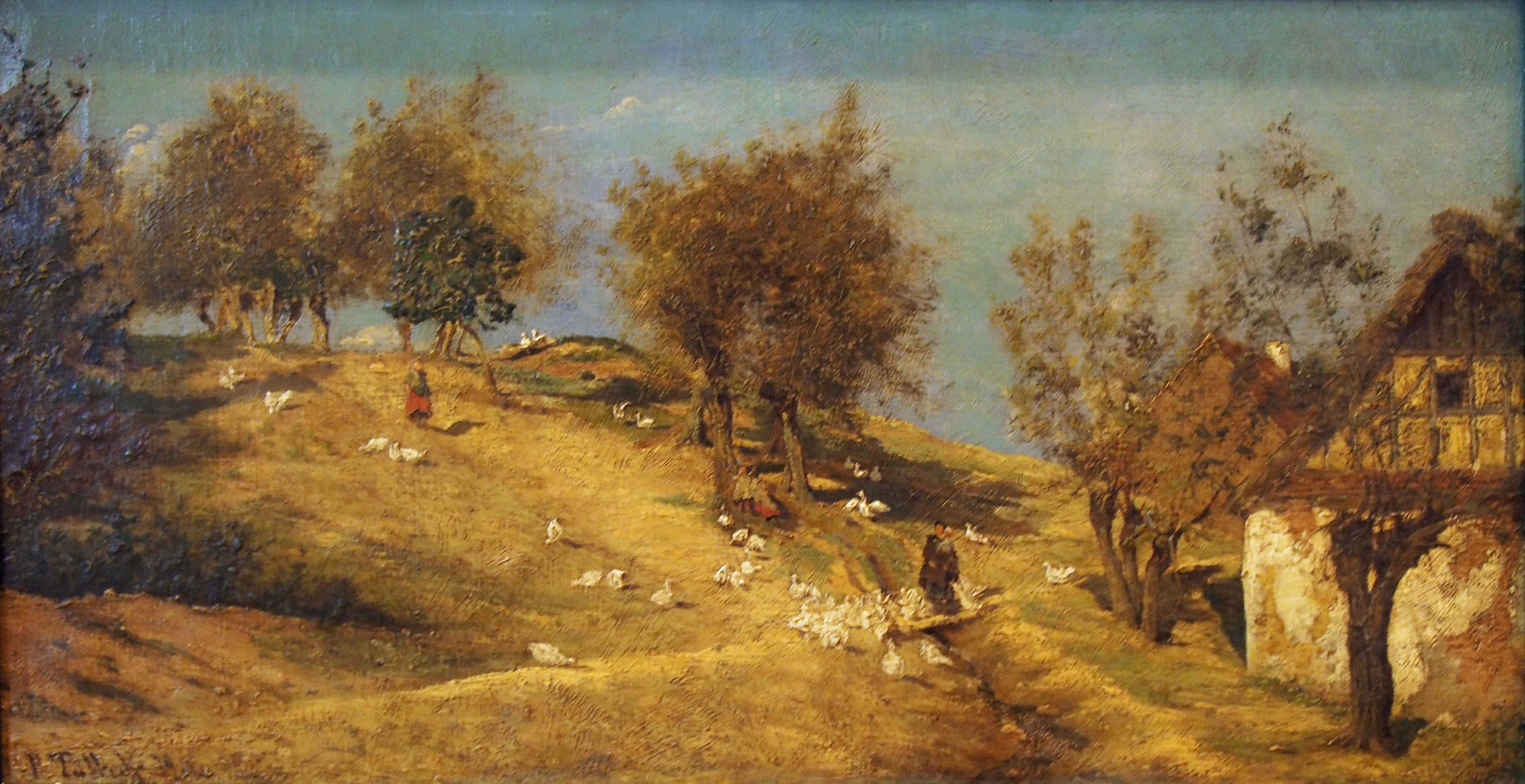
Gänsewiese am Dorfrand (1879)

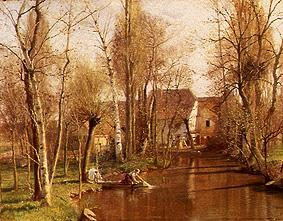
Vorfrühling (1895)

Paul Wilhelm Tübbecke (* 12. Dezember 1848 in Berlin; † 29. Januar 1924 in Weimar) war ein deutscher Radierer, Zeichner und Landschaftsmaler.

## Leben
Tübbecke studierte zunächst an der Berliner Akademie und anschließend in Weimar bei Ferdinand Pauwels und Max Schmidt. 1873 war er in Dresden Schüler von Ludwig Richter und von 1874 bis 1880 bei Theodor Hagen an der Großherzoglichen Kunstschule Weimar. Sein Werk umfasst überwiegend Gemälde und Radierungen von Landschaften. Es weist auf einen Einfluss durch den Landschaftsmaler Karl Buchholz hin. Er gilt als typischer Vertreter der Weimarer Malerschule und widmete sich insbesondere der Darstellung von Motiven aus der Umgebung Weimars. Tübbecke wurde 1902 zum Professor der Kunstschule Weimar ernannt. Tübbecke hatte seit 1903 seine Wohnung und Atelier in der Gartenstraße 8, der heutigen Abraham-Lincoln-Straße 8.

## Ausstellungen (Auswahl)
- Das Ölgemälde Vorfrühling (Motiv an der Ilm bei Weimar) wurde auf der Münchner Jahresausstellung 1890 im Saal 15 ausgestellt.[4]
- Der Vorfrühling war zudem auf der Internationalen Kunstausstellung 1891 in Berlin gemeinsam mit dem Ölgemälde Herbstwald in Saal 10 zu sehen.[5]
- Verein für Kunst und Kunstgewerbe: Paul Wilhelm Tübbecke, Gemälde, Zeichnungen 1870–1880 in Erfurt im September 1932.[6]